# 72ª edizione dei Directors Guild of America Award
La 72ª edizione dei Directors Guild of America Award si è tenuta il 25 gennaio 2020 al Ritz-Carlton Hotel di Los Angeles. Le candidature per la regia in campo televisivo, documentaristico e pubblicitario sono state annunciate il 6 e il 10 gennaio 2020. Le candidature per il cinema sono state annunciate il 7 gennaio 2020.

## Cinema

### Film
- Sam Mendes – 1917
- Bong Joon-ho – Parasite (Gisaenchung)
- Martin Scorsese – The Irishman
- Quentin Tarantino – C'era una volta a... Hollywood (Once Upon a Time... in Hollywood)
- Taika Waititi – Jojo Rabbit

### Documentari
- Steven Bognar e Julia Reichert – Made in USA - Una fabbrica in Ohio (American Factory)
- Feras Fayyad – The Cave
- Alex Holmes – Maiden
- Ljubomir Stefanov e Tamara Kotevska – Honeyland
- Nanfu Wang e Jialing Zhang – One Child Nation

### Opere prime
- Alma Har'el – Honey Boy
- Mati Diop – Atlantique
- Melina Matsoukas – Queen & Slim
- Tyler Nilson e Michael Schwartz – In viaggio verso un sogno - The Peanut Butter Falcon (The Peanut Butter Falcon)
- Joe Talbot – The Last Black Man in San Francisco

## Televisione

### Serie drammatiche
- Nicole Kassell – Watchmen per l'episodio È estate e stiamo finendo il ghiaccio (It's Summer and We're Running Out of Ice)
- Mark Mylod – Succession per l'episodio Non è il caso di piangere (This Is Not for Tears)
- David Nutter – Il Trono di Spade (Game of Thrones) per l'episodio Gli ultimi Stark (The Last of the Starks)
- Miguel Sapchonik – Il Trono di Spade (Game of Thrones) per l'episodio La lunga notte (The Long Night)
- Stephen Williams – Watchmen per l'episodio Questo essere straordinario (This Extraordinary Being)

### Serie commedia
- Bill Hader – Barry per l'episodio ronny/lily
- Dan Attias – La fantastica signora Maisel (The Marvelous Mrs. Maisel) per l'episodio Sono gli anni Sessanta, cavolo! (It's the Sixties, Man!)
- David Mandel – Veep - Vicepresidente incompetente (Veep) per l'episodio Veep
- Amy Sherman-Palladino – La fantastica signora Maisel (The Marvelous Mrs. Maisel) per l'episodio O il cabaret o il cavolo (It's Comedy or Cabbage)
- Daniel Palladino – La fantastica signora Maisel (The Marvelous Mrs. Maisel) per l'episodio Fantastica radio (Marvelous Radio)

### Miniserie e film TV
- Johan Renck – Chernobyl
- Ava DuVernay – When They See Us
- Vince Gilligan – El Camino - Il film di Breaking Bad (El Camino: A Breaking Bad Movie)
- Thomas Kail – Fosse/Verdon per la puntata Nowadays
- Minkie Spiro – Fosse/Verdon per la puntata All I Care About Is Love
- Jessica Yu – Fosse/Verdon per la puntata Glory

### Varietà, talk show, news, sport
- Don Roy King – Saturday Night Live per la puntata del 21 dicembre 2019 presentata da Eddie Murphy
- Paul G. Casey – Real Time with Bill Maher per la puntata dell'11 ottobre 2019
- Nora S. Gerard – CBS Sunday Morning per la puntata del 40º anniversario
- Jim Hoskinson – The Late Show with Stephen Colbert per la puntata del 26 giugno 2019
- Paul Pennolino e Christopher Werner – Last Week Tonight with John Oliver per la puntata del 10 novembre 2019

### Varietà, talk show, news, sport – Speciali
- James Burrows e Andy Fisher – Live in Front of a Studio Audience Norman Lear's "All in the Family" and "The Jeffersons"
- Spike Jonze – Aziz Ansari: Right Now
- Stan Lathan – Dave Chappelle: Sticks & Stones
- Linda Mendoza – Wanda Sykes: Not Normal
- Glenn Weiss – 91ª edizione della cerimonia dei Premi Oscar

### Reality/competition show
- Jason Cohen – Encore! per la puntata Annie
- Hisham Abed – Queer Eye per la puntata Ama te stessa (Black Girl Magic)
- Jon Favreau – The Chef Show per la puntata L'isola Hog
- Ashley S. Gorman – First Responders Live per la puntata del 25 giugno 2019
- Patrick McManus – American Ninja Warrior per la puntata del 23 settembre 2019 Las Vegas National Finals Night 4

### Programmi per bambini
- Amy Schatz – Song of Parkland
- Dean Israelite – Hai paura del buio? (Are You Afraid of the Dark?) per la puntata Part One: Submitted for Your Approval
- Jack Jameson – Sesame Street per la puntata speciale del 50º anniversario
- Luke Matheny – Ghostwriter per l'episodio Ghost in Wonderland, Part 1
- Barry Sonnenfeld – Una serie di sfortunati eventi (A Series of Unfortunate Events) per l'episodio Il penultimo pericolo: Parte 1 (The Penultimate Peril: Part 1)

## Pubblicità
- Spike Jonze – spot per Squarespace (Dream It) e MedMen (The New Normal)
- Fredrik Bond – spot per Apple (Nap) e Hewlett-Packard (Lighter Than Air)
- Mark Molloy – spot per Apple (Underdogs)
- Ridley Scott – spot per Hennessy (The Seven Worlds)
- Dougal Wilson – spot per AT&T (Train)

## Premi speciali

### Premio Frank Capra
- Duncan Henderson

### Premio Franklin J. Schaffner
- Arthur Lewis